# Districte de Nantes

El districte de Nantes al departament

El districte de Nantes és un dels quatre districtes amb què es divideix el departament francès del Loira Atlàntic, a la regió del País del Loira. Té 29 cantons i 82 municipis. El cap del districte és la prefectura de Nantes.

## Cantons
cantó d'Aigrefeuille-sur-Maine - cantó de Bouaye - cantó de Carquefou - cantó de la Chapelle-sur-Erdre - cantó de Clisson - cantó de Legé - cantó de Le Loroux-Bottereau - cantó de Machecoul - cantó de Nantes-1 - cantó de Nantes-2 - cantó de Nantes-3 -
cantó de Nantes-4 - cantó de Nantes-5 - cantó de Nantes-6 - cantó de Nantes-7 - cantó de Nantes-8 - cantó de Nantes-9 - cantó de Nantes-10 - cantó de Nantes-11 - cantó d'Orvault - cantó de Le Pellerin - cantó de Rezé - cantó de Saint-Étienne-de-Montluc - cantó de Saint-Herblain-Est - cantó de Saint-Herblain-Oest-Indre - cantó de Saint-Philbert-de-Grand-Lieu - cantó de Vallet - cantó de Vertou - cantó de Vertou-Vignoble

## Història
Creat el 1800, el districte es beneficiarà, arran del Decret de 10 setembre de 1926, de l'abolició del Districte d'Ancenis en absorbir el territori d'aquest, abans que fos restaurat en 1943.